# Seget
Seget ist eine Gemeinde in Kroatien und gehört zur Gespanschaft Split-Dalmatien.

## Geschichte
Die Gemeinde, damals noch Kaštel Rotundo genannt, wurde im Jahr 1564 gegründet. Zu dieser Zeit wurde ein Turm und eine Festung errichtet. Heute gilt die Festung als Denkmal des dalmatinischen Städtebaus.

## Geografie
Seget liegt in der Nähe der Stadt Split. In der Nähe der Gemeinde liegt auch die UNESCO-Stadt Trogir. Vor Seget befindet sich die Insel Čiovo. Das Gemeindegebiet umfasst 77,9 Quadratkilometer. Die Gemeinde Seget besteht aus 6 Siedlungen: Bristivica, Ljubitovica, Seget Donji, Seget Vranjica und Seget Gornji (Hauptort). Insgesamt hatte die Gemeinde zur Zeit der Volkszählung im Jahr 2021 4511 Einwohner. Davon waren 2211 (49,01 %) männlich und 2300 (50,99 %) weiblich.
Der Tourismus hat aufgrund des milden Klimas und der Lage am Meer eine große wirtschaftliche Bedeutung für die Gemeinde. Zudem betreibt die Bevölkerung Fischerei und Landwirtschaft.